# Старков, Юрий Владимирович
Юрий Владимирович Старков (15 января 1948, Куйбышев) — советский футболист, нападающий.

## Карьера
Начинал играть в юношеской команде «Крылья Советов» у Петрова и Зайцева. В 1965 был приглашен в дубль «Крыльев». 8 мая 1966 года дебютировал в Высшей лиге в домашнем матче против ташкентского «Пахтакора», заменив на 60-й минуте Анатолия Казакова. Из-за объединения в начале 1970 года «Крыльев Советов» и «Металлурга» Старков оказался в Тольятти. В 1971—1972 вместе с большой группой куйбышевских футболистов (Воронин, Ковалёв, Кораблёв, Котляров, Минеев, Петров, Старухин, Тимофеев, Юткин) проходил службу в хабаровском СКА. В 1973 вернулся в «Крылья Советов». в 1974 провел сезон в клубе «Сахалин» из Южно-Сахалинска, после этого на высоком уровне больше не играл. В 1975 играл в куйбышевском «Маяке». В 1976 году переехал в Сургут, где много лет играл за местный «Нефтяник» в региональных и отраслевых турнирах.